# Волчанец
Волчане́ц — посёлок в Партизанском районе Приморского края. Входит в состав Новолитовского сельского поселения.

## География
Посёлок Волчанец расположен на берегу залива Восток на автотрассе Угловое — Находка между селом Душкино Находкинского городского округа и селом Новолитовск. Расстояние по трассе до Находки — около 15 км, расстояние до районного центра Владимиро-Александровское — 27 км.

## История
Основан в 1907 году переселенцами из Молдавии.

## Население
| 1915 | 2002  | 2010  | 2021  |
| ---- | ----- | ----- | ----- |
| 342  | ↗4111 | ↗4457 | ↘2526 |

Население по переписи 2002 года составило 4111 человек, из которых 82,1 % мужчин и 17,9 % женщин.

## Улицы
| - ул. Горная, - ул. Комсомольская, - ул. Морская, | - ул. Набережная, - ул. Озёрная, - ул. Песчаная, | - ул. Проточная, - ул. Центральная, - ул. Шоссейная. |

## Инфраструктура
Посёлок известен в крае расположенными в нём тремя исправительными колониями ФБУ ИК-22, ФБУ ИК-27, ФБУ ИК-50.